# Laniarius
Laniarius är det största fågelsläktet i familjen busktörnskator inom ordningen tättingar. Släktet omfattar 22 arter som förekommer i Afrika söder om Sahara:
- Rödnackad busktörnskata (L. ruficeps)
- Svart busktörnskata (L. nigerrimus)
- Brunkronad busktörnskata (L. luehderi)
- Angolabusktörnskata (L. brauni)
- Gabelabusktörnskata (L. amboimensis)
- Guineabusktörnskata (L. turatii)
- Etiopienbusktörnskata (L. aethiopicus)
- Tropikbusktörnskata (L. major)
- Kenyabusktörnskata (L. sublacteus)
- Träskbusktörnskata (L. bicolor)
- Rostbukig busktörnskata (L. ferrugineus)
- Gulkronad busktörnskata (L. barbarus)
- Scharlakansbusktörnskata (L. erythrogaster)
- Rödbröstad busktörnskata (L. atrococcineus)
- Papyrusbusktörnskata (L. mufumbiri)
- Gulbröstad busktörnskata (L. atroflavus)
- Skifferbusktörnskata (L. funebris)
- Sotbusktörnskata (L. leucorhynchus)
- Blåögd busktörnskata (L. willardi)
- Kamerunbusktörnskata (L. poensis)
- Albertinebusktörnskata (L. holomelas)
- Tanzaniabusktörnskata (L. fuelleborni)